# Nepal nos Jogos Olímpicos de Verão de 1964
O Nepal competiu nos Jogos Olímpicos pela primeira vez nos Jogos Olímpicos de Verão de 1964 em Tóquio, Japão.

## Resultados por Evento

### Atletismo
Maratona masculina
- Bahadur Bhupendra - não terminou
- Bahadur Thapa Ganga - não terminou

### Boxe
Peso Mosca
- Thapa Namsing - Eliminado nas oitavas-de-final

Peso Pena
- Thapa Bhim Bahadur - Eliminado nos 16-avos-de final

Peso Leve
- Gurung Ram Prasad - Eliminado nos 16-avos-de final

Peso Meio-médio Ligeiro
- Pun Om Prasad - Eliminado nas oitavas-de-final